# Prvenstvo NSO Split 1984./85.
Prvenstvo Nogometnog saveza općine Split je bila liga petog ranga natjecanja nogometnog prvenstva Jugoslavije u sezoni 1984./85. 
 
Sudjelovalo je 10 klubova, a prvak je bio Tekstilac iz Sinja. 

## Ljestvica
| mj. | klub                    | ut. | pob. | ner. | por. | gol+ | gol- | bod |
| --- | ----------------------- | --- | ---- | ---- | ---- | ---- | ---- | --- |
| 1.  | Tekstilac Sinj          | 18  | 13   | 3    | 2    | 79   | 18   | 29  |
| 2.  | Rašeljka Gornji Vinjani | 18  | 14   | 1    | 3    | 45   | 16   | 29  |
| 3.  | Kamen Ivanbegovina      | 18  | 10   | 2    | 6    | 43   | 30   | 22  |
| 4.  | Proleter Dugopolje      | 18  | 8    | 5    | 5    | 31   | 23   | 21  |
| 5.  | Titov mornar Podgora    | 18  | 7    | 5    | 6    | 26   | 28   | 19  |
| 6.  | Prugovo                 | 18  | 7    | 3    | 8    | 32   | 35   | 17  |
| 7.  | OSK Otok                | 18  | 6    | 5    | 7    | 33   | 41   | 17  |
| 8.  | Mladost Koprivno        | 18  | 3    | 4    | 11   | 19   | 40   | 10  |
| 9.  | Biokovo Zagvozd         | 18  | 2    | 5    | 11   | 25   | 53   | 9   |
| 10. | Domagoj Konjsko         | 18  | 1    | 5    | 12   | 11   | 60   | 7   |

## Rezultatska križaljka
| kratica | klub                    | BIO | DOM | KAM | MLA      | OSK | PRO | PRU | RAŠ | TEK             | TIM |
| --- | ----------------------- | --- | --- | --- | -------- | --- | --- | --- | --- | --------------- | --- |
| BIO | Biokovo Zagvozd         |     |     |     |          |     | 0:0 |     |     |                 |     |
| DOM | Domagoj Konjsko         |     |     |     |          |     | 0:0 |     |     |                 |     |
| KAM | Kamen Ivanbegovina      |     |     |     |          |     | 1:3 |     |     |                 |     |
| MLA | Mladost Koprivno        |     |     |     |          |     | 0:1 |     |     |                 |     |
| OSK | OSK Otok                |     |     |     |          |     | 3:1 |     |     |                 |     |
| PRO | Proleter Dugopolje      | 6:2 | 4:0 | 2:0 | 3:0 p.f. | 3:3 |     | 0:0 | 0:1 | 0:1 p, 0:3 p.f. | 3:2 |
| PRU | Prugovo                 |     |     |     |          |     | 1:3 |     |     |                 |     |
| RAŠ | Rašeljka Gornji Vinjani |     |     |     |          |     | 2:0 |     |     |                 |     |
| TEK | Tekstilac Sinj          |     |     |     |          |     | 4:1 |     |     |                 |     |
| TIM | Titov mornar Podgora    |     |     |     |          |     | 1:1 |     |     |                 |     |
| |                         |     |     |     |          |     |     |     |     |                 |     |
| podebljan rezultat - utakmice od 1. do 9. kola (1. utakmica između klubova) rezultat normalne debljine - utakmice od 10. do 18. kola (2. utakmica između klubova) rezultat nakošen - nije vidljiv redoslijed odigravanja međusobnih utakmica iz dostupnih izvora rezultat nakošen i smanjen * - iz dostupnih izvora nije uočljiv domaćin susreta prekrižen rezultat - poništena ili brisana utakmica p - utakmica prekinuta 3:0 p.f. / 0:3 p.f. - rezultat 3:0 bez borbe |                         |     |     |     |          |     |     |     |     |                 |     |

Izvori: 